# Kolumbusz-nap

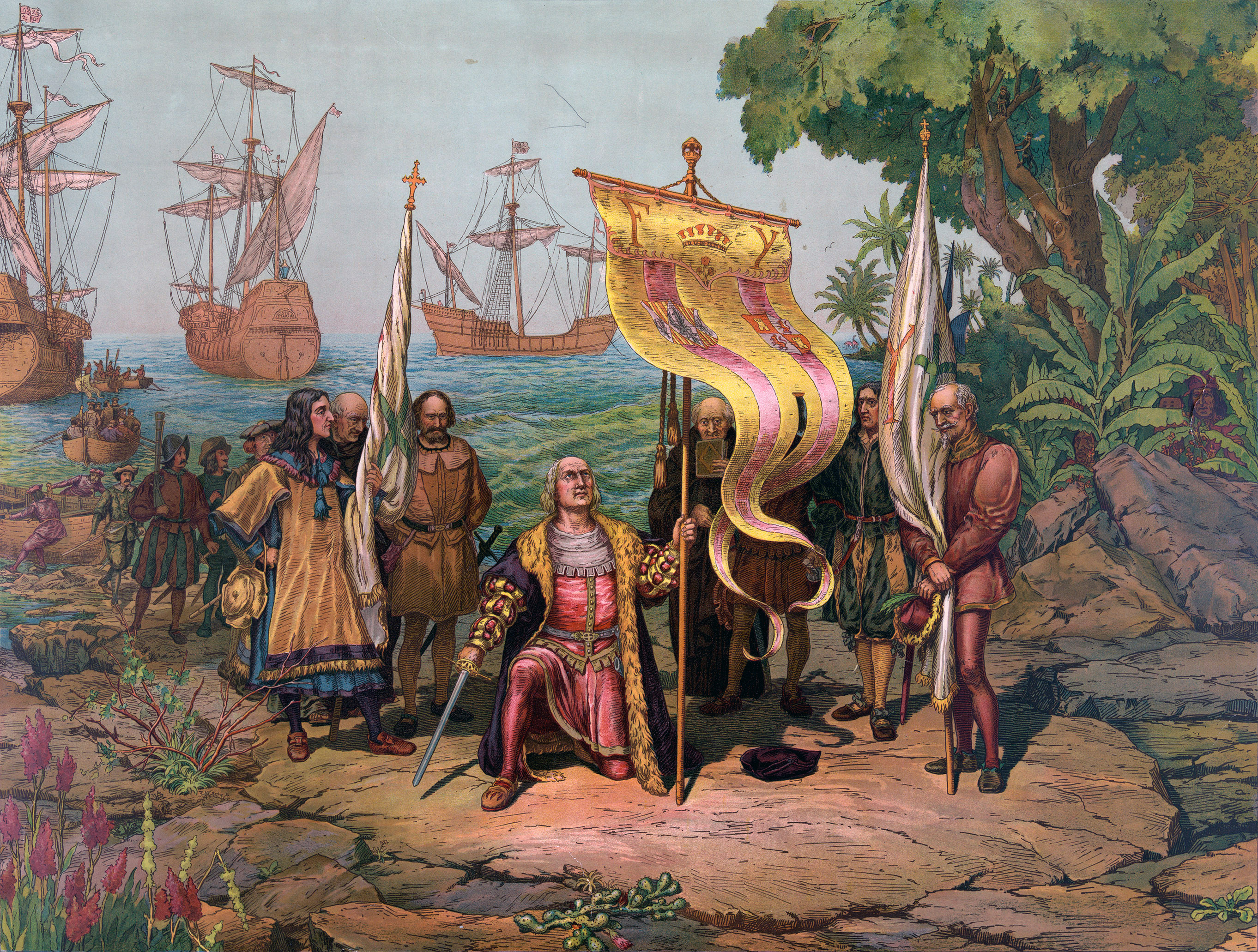
Kolumbusz partraszállásának romantikus ábrázolása (1893)

A Kolumbusz-nap szövetségi ünnep az Amerikai Egyesült Államokban és állami ünnep a tagállamok többségében. Az ünnep Kolumbusz Kristóf 1492. október 12-i első amerikai partraszállásáról emlékezik meg október második hétfőjén. Nem minden állam ismeri el, mint ünnepnap, indián lakossága tiszteletére.
Az ünnep 1937 óta hivatalos szövetségi pihenőnap. Ezen a napon a nem létfontosságú szövetségi hivatalok zárva tartanak, és szünetel a munka az állami intézményekben is azokban az államokban, ahol a Kolumbusz-nap állami ünnep. A magáncégek egyedi döntés alapján tartanak nyitva, illetve zárva.
A Kolumbusz-nap megítélése nem egyértelmű. Az ünnep az olasz származású amerikaiak körében a legnépszerűbb: az emléknap maga is az amerikai olaszok 1869-es San Franciscó-i felvonulásából ered. Ugyanakkor az utóbbi időben az is felmerült, hogy Kolumbusz partraszállásának következményeképpen a bennszülött lakosság rengeteg szenvedés áldozata lett, és így az eseményt inkább egyáltalán nem kellene ünnepelni.